# 派梁雄
派梁雄（1994年12月17日—，或譯派良雄），緬甸足球運動員，緬甸國家足球隊成員，司職守門員，現效力緬甸國家足球聯賽球隊亞達納邦。

## 經歷
5月28日，2022年世界盃亞洲區外圍賽40強賽日本對緬甸的比賽在千葉市舉行。開賽前，當緬甸隊員齊唱本國國歌時，派梁雄對發動軍事政變的軍方表示抗議。
派梁雄持90天的短期簽證於5月下旬前往日本，他原定6月16日深夜與其他隊員一起從大阪關西國際機場回國，但他拒絕回國。同月22日向大阪入國管理局申請難民認定和變更在留資格。7月2日，他獲得了6個月在留資格和可以就業的「特定活動」在留資格認定。
大阪入國管理局批准了難民認定申請。他所獲在留資格為「定居者」，在留時間為5年。
2021年7月底起他作為練習生加入了日本職業足球丙級聯賽球隊YSCC橫濱。

## 外部連結
- Profile （页面存档备份，存于）